# Żegocina (gmina)

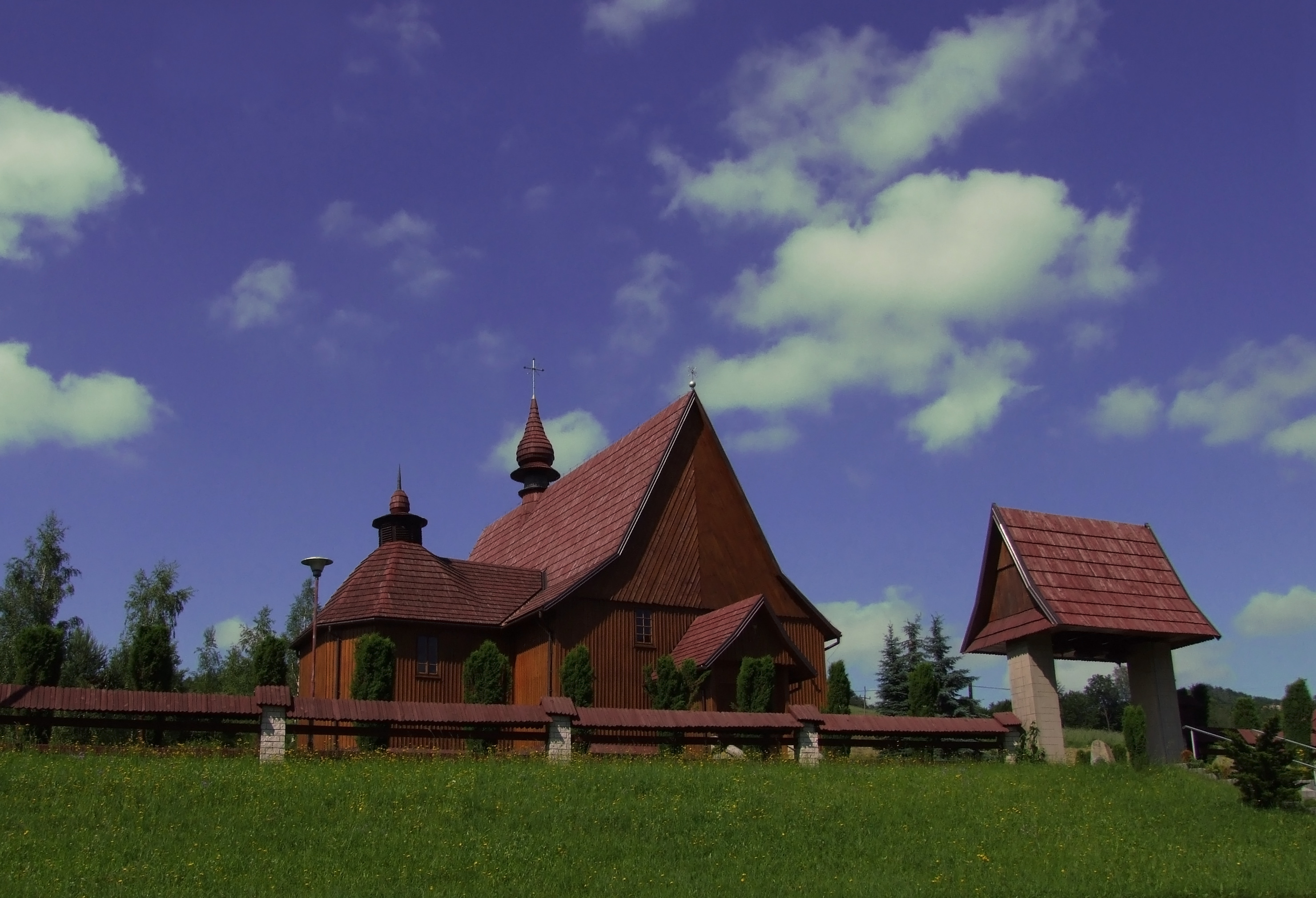
Kościół św. Jakuba w Rozdzielu

Żegocina (1973–1976 gmina Trzciana-Żegocina) – gmina wiejska w województwie małopolskim, w powiecie bocheńskim. W latach 1975–1998 gmina położona była w województwie tarnowskim. Teren gminy leży na obszarze Pogórza Wiśnickiego będącego częścią Pogórza Karpackiego oraz Beskidu Wyspowego. Najwyższym punktem jest szczyt Kamionna – 801 metrów n.p.m.
Siedziba gminy to Żegocina.
Według danych z 30 czerwca 2004 gminę zamieszkiwało 4865 osób w 2008 roku 5069 osób, a w 2022 roku 5588 osób.

## Struktura powierzchni
Według danych z roku 2002 gmina Żegocina ma obszar 35,23 km², w tym:
- użytki rolne: 61%
- użytki leśne: 31%

Gmina stanowi 5,58% powierzchni powiatu.

## Demografia
Dane z 31 grudnia 2021 roku:
| Opis                              | Ogółem | Ogółem | Kobiety | Kobiety | Mężczyźni | Mężczyźni |
| --------------------------------- | ------ | ------ | ------- | ------- | --------- | --------- |
| jednostka                         | osób   | %      | osób    | %       | osób      | %         |
| populacja                         | 5588   | 100    | 2793    | 50      | 2795      | 50        |
| gęstość zaludnienia (mieszk./km²) | 156    | 156    | 78      | 78      | 78        | 78        |

- Piramida wieku mieszkańców gminy Żegocina w 2020 roku

## Sołectwa
| Sołectwo    | Liczba ludności (2021) | Powierzchnia (km²) |
| ----------- | ---------------------- | ------------------ |
| Bełdno      | 297                    | 2,23               |
| Bytomsko    | 757                    | 4,87               |
| Łąkta Górna | 1759                   | 8,77               |
| Rozdziele   | 865                    | 6,70               |
| Żegocina    | 1835                   | 10,48              |
| Suma:       | 5606                   | 34,9               |

## Sąsiednie gminy
Laskowa, Lipnica Murowana, Nowy Wiśnicz, Trzciana

## Położenie
Na południowy wschód od Krakowa, w odległości ok. 60 km drogą 966 i na południe od Bochni w odległości ok. 20 km drogą 965, w urokliwej dolinie potoku Sanka położona jest Gmina Żegocina.
Jadąc od Krakowa czy Bochni już ze wzgórza wsi Muchówka pojawia się na południu panorama Beskidu Wyspowego z kotliną Sanki i Żegociną u podnóża. Wjeżdżając w tę kotlinę odczuwa się powiew orzeźwienia i górskiego chłodu.
W południowej części gminy znajduje się przełęcz Widoma, z której rozpościera się panorama Beskidu Wyspowego, Gorców i Tatr na południu, natomiast na północy Pogórza Wiśnickiego z Bochnią, Wieliczką, Nową Hutą i Krakowem na horyzoncie.
Niezwykle malowniczą kotlinę Gminy Żegocina otaczają trzy bogato zalesione wzniesienia Kamionna (801 m n.p.m.), Łopusze (661 m n.p.m.) i Żarnówką (457 m n.p.m.).
Gmina Żegocina liczy niespełna 5 tysięcy mieszkańców, którzy zamieszkują pięć wiosek: Bełdno, Bytomsko, Łąkta Górna, Rozdziele i Żegocina i obejmuje swoim obszarem nieco ponad 35 km².

## Infrastruktura i gospodarka
Położona przy drodze wojewódzkiej nr 965 Bochnia – Limanowa Gmina Żegocina jest jedną z najlepiej rozwijających się w regionie. Ma dobrą infrastrukturę gospodarczą. Jest zgazyfikowana, ma wodociągi, kanalizacje oraz oczyszczalnię ścieków. Bardzo dobrze rozwinięta jest sieć telefoniczna. W Łąkcie górnej funkcjonują dwa zakłady przetwórstwa owoców i warzyw „APPOL” Sp. z o.o. i „ZAMVINEX”. W Żegocinie dobrze zaczyna rozwijać się przemysł meblarski i piekarnictwo. W gminie działa ponad 200 podmiotów gospodarczych w zakresie wytwórczości, handlu i usług. Ponad 100-letnia tradycja przyjmowania gości na wypoczynek, w latach ostatnich przekształciła się w swoisty „przemysł turystyczny”. Powstała nowoczesna baza noclegowa, rekreacyjna i gastronomiczna.
W Gminie Żegocina jest pełna oferta edukacyjna dla dzieci i młodzieży. Gmina prowadzi dwa przedszkola, cztery szkoły podstawowe, dwa zespoły szkół (szkoła podstawowa i gimnazjum) i Zespół Szkół w Żegocinie (liceum, zasadnicza szkoła zawodowa i gimnazjum).
Dużym wsparciem dla lokalnych inicjatyw gospodarczych jest powstałe w 1996 roku Stowarzyszenie Rozwoju Gminy i Wspierania Przedsiębiorczości w Żegocinie. Gmina poszukuje inwestorów w branży przemysłu lekkiego oraz branży turystycznej. Oferuje także możliwość współpracy z miejscowymi rolnikami w zakresie skupu i przetwórstwa owoców, warzyw, miodu i innych produktów rolnych.

## Klimat
Położenie Gminy Żegocina na pograniczu Pogórza i Beskidów warunkuje wyraźne zróżnicowanie klimatyczne między niżej położoną częścią północną, a wyżej położoną częścią południową. Klimat tej gminy jest typowym klimatem podgórskim z dużą zmiennością temperatur. Średnie temperatury miesięczne wynoszą tu –3 °C dla stycznia i +19 °C dla lipca. Średnia temperatura roczna wynosi około +6 °C. Duża jest też zmienność opadów, średnia wieloletnia wynosi 600-800 mm/m na rok. Pokrywa śnieżna zalega tu 80-90 dni, najdłużej na północnych i wschodnich stokach Kamionnej, co sprzyja szczególnie uprawianiu narciarstwa. Położona w kotlinie Gmina Żegocina ma swój własny mikroklimat podobny do rabczańskiego.

## Przyroda
Na szczytach i stokach okolicznych wzniesień spotykamy bogaty świat fauny i flory. Malownicze polany pokryte trawą, borowiną i wrzosem wiosną przyciągają bielą przebiśniegów i zawilców. Ponadto występują tu inne gatunki chronionych roślin jak: krokus, lilia złotogłów, storczyk plamisty i „król Kamionnej” - oset dziewięćsił bezłodygowy. Na terenie gminy dominuje las typu górskiego, w którym występują jodła i sosna, czasem z domieszką modrzewia, brzozy i buka. Niewielkie powierzchnie zajmuje las mieszany, w którym spotkać można graby, sosny, brzozy, dęby, świerki i olchę szarą. Na terenie gminy można również spotkać wiele gatunków zwierząt. Dziko żyjące jelenie, sarny, zające, lisy, borsuki, dziki, wiewiórki i kuny leśne wcale nie należą do rzadkości. Czasem można spotkać będące pod ochroną jeże, krety, ryjówki aksamitne czy rzęsorki. Konary drzew zasiadają liczne gatunki ptaków: skowronki, wilgi, pustułki, pliszki, kosy, sikory, szpaki, drozdy, zięby i szczygły. Czasem pojawi się jastrząb i myszołów zwyczajny. Na nasłonecznionych brzegach lasów wygrzewają się jaszczurki zwinki, padalce zwyczajne i zaskrońce. Traszka zwyczajna, kumak nizinny, ropucha szara i zielona oraz rzekotka to najczęściej występujące na tych terenach płazy.
Na stokach Kamionnej utworzono rezerwat „Kamionna”, który chroni naturalne skupiska buczyny karpackiej i rosnące tu rośliny chronione.

## Historia
Osada, zwana dziś Żegociną, została prawdopodobnie założona przez Wierzbiętę w czasach Bolesława Krzywoustego. Według Szczęsnego Morawskiego książę Bolesław Wstydliwy nadał rycerzowi Żegocie, herbu Topór osadę Villa Żegota. Pod koniec XIII w. właściciel sąsiedniej Łąkty Starej (obecnie Górnej) przekazał 2 łany gruntu pod parafię, którą erygowano przed 1293 r. Kolejnymi właścicielami byli Otwinowscy i Chłopiccy. Potem Żegocinę i okoliczne wsie wykupili Lubomirscy z Wiśnicza i przekazali je dzierżawcom. Po 1772 r. tereny Żegociny znalazły się pod zaborem austriackim. I wojna światowa zebrała na tym terenie krwawe żniwo, bowiem rozegrała się tu krwawa bitwa wojsk rosyjskich z austriacko-pruskimi, czego dowodem są liczne cmentarze wojenne z tego okresu. Po odzyskaniu niepodległości Żegocina stała się modną wsią letniskową do której przybywało wiele rodzin na wypoczynek. W czasie II wojny światowej miejscowa ludność czynnie przeciwstawiała się okupantowi walcząc w szeregach Batalionów Chłopskich i Armii Krajowej. W 1956 r. Żegocina stała się siedzibą gminy i w tym okresie zaszły tu olbrzymie zmiany. Przeprowadzono elektryfikację, wybudowano wiele obiektów użyteczności publicznej (szkoły, remizy strażackie, obiekty sportowe i in.), gazociąg, wodociąg, oczyszczalnię ścieków oraz utwardzono nawierzchnie dróg.

## Zagospodarowanie turystyczne
a) zabytki
b) szlaki turystyczne
c) sport i rekreacja
d) kultura
e) baza noclegowa i gastronomiczna
f) agroturystyka
g) atrakcje regionu
h) sanktuaria
a) Zabytki
W gminie Żegocina znajduje się kilka bardzo ciekawych zabytków:
- Kościół św. Jakuba Apostoła w Rozdzielu z 1563 roku. Gotycki, drewniany, konstrukcji zrębowej, zbudowany z drewna modrzewiowego, przeniesiony w 1986 roku do Rozdziela. W 1791 roku ochrzczono w nim Kazimierza Brodzińskiego - prekursora polskiego romantyzmu.

- Zespół dworski w Łąkcie Górnej z 1883 roku. Wybudowany przez Feliksa Armatowicza. Obok dworku znajduje się spichlerz i kapliczka drewniana z drugiej połowy XIX wieku. Obiekt obecnie w rękach prywatnych.

- Kościół św. Mikołaja Biskupa w Żegocinie został wybudowany w 1896 roku z inicjatywy ks. Jakuba Janczego na miejscu starszego. Wewnątrz znajduje się kilka zabytkowych eksponatów min. chrzcielnica kamienna, ambona z XVIII wieku, belka tęczowa i ołtarz Matki Bożej Częstochowskiej.

- Na Starym Cmentarzu na Biedroniówce znajduje się najstarszy, chłopski, kamienny nagrobek Reginy Kuscyny z 1833 roku.

- Kaplica Niepokalanego Serca NMP w Rozdzielu wybudowana w 1958 roku wokół przydrożnej figury z 1846 roku. Ta figura Matki Bożej jest uznawana za łaskami słynącą.

- Trzy cmentarze z okresu I wojny światowej w Łąkcie Górnej i Żegocinie.

- Kilkadziesiąt kapliczek przydrożnych i krzyży z przełomu XIX i XX wieku. (Zobacz też: Rozdzielskie kapliczki)

b) Szlaki turystyczne
Przez gminę przebiegają trzy oznakowane piesze szlaki turystyczne:
 – z centrum Żegociny na szczyt Łopusze (661 m n.p.m.)
 – z centrum Żegociny na szczyt Kamionna (801 m n.p.m.)
 – łączący Łopusze z Kamionną, prowadzący od Bochni przez Nowy Wiśnicz, rezerwat przyrody Kamień Grzyb, Lipnicę Murowaną, Rajbrot, Rozdziele, Kamionną, Pasierbiecką Górę do Tymbarku. Na szczycie Kamionnej szlak przebiega obok rezerwatu przyrody Kamionna.
Wytyczony jest także lokalny, spacerowy szlak czerwono-biały, prowadzący z centrum Żegociny do źródełka wody mineralnej.
Od 2003 r. funkcjonują na terenie gminy 3 oznaczone górskie trasy rowerowe:
- zielona (łatwa): Żegocina – Łąkta Górna – Bełdno – Żegocina (11km)
- niebieska (średnia): Żegocina – Rozdziela – Laskowa – Żegocina, licząca 1,7 km, łącząca się z niebieską w gminie Laskowa.
- czerwona (trudna): Żegocina – Kamionna – Rozdzielę – Żegocina licząca 12,4 km.

Z terenu gminy można organizować piesze, rowerowe lub samochodowe wypady turystyczne.
- bliższe np. Lipnica Murowana, Nowy Wiśnicz, Bochnia, Laskowa, Pasierbiec czy Limanowa.
- dalsze np. do Dębna, nad Jezioro Rożnowskie, nad Jezioro Czchowskie do Szczawnicy, Rabki czy też Wieliczki i Krakowa.

c) Sport i rekreacja
Każdy turysta czy wczasowicz znajdzie w Żegocinie coś dla siebie. Do dyspozycji jest basen kąpielowy w Łąkcie Górnej, kort tenisowy w Żegocinie, zespół przyszkolnych boisk sportowych, szkolna sala sportowa, górskie trasy rowerowe, górskie trasy piesze, boisko sportowe do piłki nożnej, park z placem zabaw dla dzieci. Najnowszą zimową atrakcją jest Stacja Narciarska „Laskowa-Kamionna” z 4 wyciągami o łącznej długości zjazdu 2400 m. Niewątpliwa atrakcją, głównie dla młodzieży, jest Klub Nocny i Dyskoteka „HEXE” w Żegocinie. Górskie Schronisko Bacówka „Nad Wilczym Rynkiem” pod szczytem Kamionna tworzy doskonałe warunki do aktywnego wypoczynku w górach, a także do wieczornych spotkań towarzyskich przy grillu czy ognisku. Dzieci i młodzież zainteresowana sportem skupiona jest w kilku uczniowskich klubach sportowych oraz w Klubie Sportowym „Beskid” w Żegocinie.
d) Kultura
Instytucje kultury:
- Gminna Biblioteka Publiczna w Żegocinie, działająca od 1956 roku, łącznie z filią w Łąkcie Górnej, ma księgozbiór liczący 14 100 woluminów. Prowadzi szeroką działalność wystawienniczą i wydawniczą.
- Powstałe w 1988 roku Centrum Kultury Sportu i Turystyki w Żegocinie prowadzi szeroką działalność w środowisku gminy i regionu. Ma cztery filie, świetlice wiejskie: w Bełdnie, w Łąkcie Górnej, Rozdzielu i Bytomsku.

W CKSiT funkcjonują: ośrodek szkoleniowy, młodzieżowa orkiestra dęta, zespół folklorystyczny, klub „Relax”.
Coroczny kalendarz uroczystości zawiera szereg masowych imprez kulturalnych, sportowych i turystycznych. Są to m.in.:
- przeglądy zespołów kolędniczych i jasełkowych,
- prezentacje dorobku kulturowego Ziemi Żegocińskiej.
- lipcowe „Powitanie lata w Żegocinie”,
- sierpniowe „Urodziny Żegociny”,
- listopadowy Młodzieżowy Rajd turystyczny Szlakiem Cmentarzy z II wojny światowej „Jak Oni 1914 r.”

Również, co roku odbywają się masowe imprezy rekreacyjne i sportowe: wyścigi rowerowe, turnieje piłki nożnej, piłki siatkowej, tenisa stołowego i ziemnego, zawody strzeleckie i pływackie, biegi przełajowe. Stowarzyszenie Przyjaciół Ziemi Żegocińskiej im. Czesława Blajdy, założone w 2001 r., wspiera swoimi działaniami instytucje i środowisko kultury. W szczególności podejmuje działania na rzecz ochrony zabytków kulturowych i przyrodniczych. Swoje zbiory eksponuje w „Izbie Regionalnej” w CKSiT w Żegocinie. Żegocińską kulturę rozsławiają także dziecięce grupy kolędnicze z Rozdziela, które są laureatami ogólnopolskich przeglądów grup kolędniczych w Bukowinie Tatrzańskiej.
e) Baza noclegowa i gastronomiczna
Gmina dysponuje dobrą bazą noclegową. W centrum Żegociny znajdują się dwa hoteliki: „Hexe” (18 m.n.), „Karczma u Żegoty” (19 m.n.) oraz pokoje gościnne w Centrum Kultury i Turystyki w Żegocinie (45 m.n.). W Rozdzielu są dwa schroniska: Szkolne Schronisko Młodzieżowe (54 m.n.) oraz Bacówka „Nad Wilczym rynkiem” (24 m.n.). W Żegocinie, Bełdnie i Bytomsku znajduje się 10 gospodarstw agroturystycznych o wysokim standardzie (łącznie 65 m.n.) oraz gospodarstwa i kwaterodawcy sezonowi (lato). Wypoczynek w autentycznym gospodarstwie agroturystycznym z możliwością uczestniczenia w życiu tego gospodarstwa i spożywania prostych potraw opartych na naturalnych produktach rolnych, daje wczasowiczom i letnikom dużo zdrowia, satysfakcji, radości i niezapomnianych wrażeń.
Ośrodki, schroniska i większość gospodarstw agroturystycznych prowadzi własne stołówki i punkty gastronomiczne dla swoich gości. Znakomite potrawy serwowane w restauracjach, stołówkach czy w gospodarstwach agroturystycznych są oparte na przepisach tradycyjnej wiejskiej kuchni domowej. Żegocińskie gospodynie domowe słyną z dobrej kuchni już od dawna. Swoimi przepisami podzieliły się z czytelnikami w „Żegocińskiej książce kucharskiej”.
f) Agroturystyka
Podgórski Obszar Agroturystyczny „Gościna u Żegoty” to stowarzyszenie wszystkich gospodarstw agroturystycznych i innych gestorów usług turystycznych w Gminie Żegocina. Łącznie zawiera 12 podmiotów. Jest to organizacja działająca w ramach Galicyjskich Gospodarstw Gościnnych. Większość gospodarstw agroturystycznych w 1999 r. otrzymała środki pomocnicze Unii europejskiej na rozwój i modernizację. Obiekty te odpowiadają standardom europejskim.
Należą do nich gospodarstwa agroturystyczne: „Pod Lipami”, „Pod Skałką”, „U Heleny” „ W sadzie”, „Pod Baścyną Górką”, „Łopusze”, „Domek Myśliwski” w Żegocinie, „Agro Bella”, „Przy Pasiece” w Bełdnie oraz „Pod dębem” w Bytomsku.
g) Atrakcje regionu
- Zamek Lubomirskich w Nowym Wiśniczu (15 km)
- Kopalnia soli w Bochni (25 km)
- Kamienie Brodzińskiego w Lipnicy Górnej (8 km)
- Jezioro Rożnowskie: Łososina Dolna – Tęgoborze – Rożnów (30 km).
- Jezioro Czchowskie: Czchów (30 km)
- Zalew w Łapanowie: Łapanów (15 km)

h) Sanktuaria
- Sanktuarium Matki Boskiej Pocieszenia w Pasierbcu gm. Limanowa (14 km)
- Bazylika Matki Boskiej Bolesnej w Limanowej (14 km)
- Kościół pw. św. Mikołaja w Żegocinie
- Kościół pw. św. Jakuba w Rozdzielu gm. Żegocina.
- Kościół pw. św. Leonarda w Lipnicy Murowanej (10 km)